# Флерон
Флерон (на френски: Fléron) е селище в Югоизточна Белгия, окръг Лиеж на провинция Лиеж. Населението му е около 16 100 души (2006).